# Texas Lightning
Texas Lightning je nemška glasbena skupina iz Hamburga, ki izvaja country glasbo, obarvano s popom. Skupina je bila ustanovljena leta 2000; doslej so se njeni člani večkrat zamenjali in trenutni člani skupine so Olli Dittrich - kot Ringofire (petje, bobni), Jon Flemming Olsen - kot The Flame (petje, kitara), Markus Schmidt - kot Fastfinger (električna kitara, bendžo), Uwe Frenzel - kot Friendly (petje, kontrabas) in Jane Comerford - kot Australian (petje, ukulele). Skupina je imela svoj prvi javni nastop 23. decembra 2000 v Hamburgu; tedaj se je še imenovala Texas Lightning & The Rodeo Rockets.

## Pesem Evrovizije
Skupina Texas Lightning je 9. marca 2006 zmagala na nacionalnem izboru za Pesem Evrovizije in 20. maja 2006 v Atenah kot prva country skupina na Evroviziji zastopala Nemčijo. Nastopali so s pesmijo No No Never, ki jo je napisala Jane Comerford. Zasedli so 15. mesto. 
Pesem No No Never so izdali kot singel v Nemčiji, Avstriji in Švici in v vseh treh državah se je povzpela visoko na glasbenih lestvicah (Nemčija: 1. mesto, Avstrija: 4. mesto, Švica: 6. mesto).

## Diskografija

### Albumi
- Call the Firebrigade, Honey, the Neighbors Got …, 2002 (kot Texas Lightning and the Rodeo Rockets)[1]
- Meanwhile, Back at The Ranch, 2005, ponovna izdaja 2006 (zlato)
- Western Bound, 2009

### Singli
- Like a Virgin, 2005
- No No Never, 2006 (platina)
- I Promise, 2006
- Seven Ways to Heaven, 2009